# Maciej Mroczek

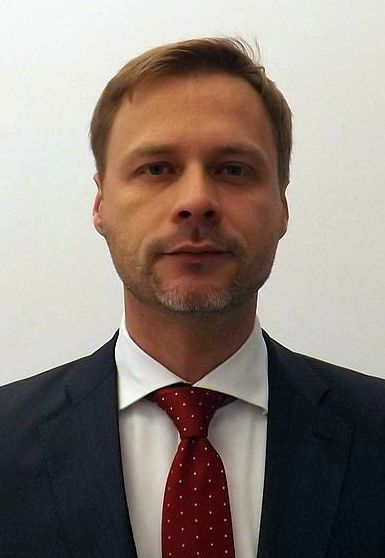
Maciej Mroczek (2013)

Maciej Zbigniew Mroczek (* 1. April 1973 in Zielona Góra) ist ein polnischer Politiker der Ruch Palikota (Palikot-Bewegung).
Mroczek studierte an der Wirtschaftshochschule Posen (Akademia Ekonomiczna) und absolvierte ein postgraduales Studium an der staatlichen Berufshochschule in Sulechów.
Er war als Controller der Telekomunikacja Polska beschäftigt.
Für 1,5 Jahre war er Mitglied der Sojusz Lewicy Demokratycznej (Bund der Demokratischen Linken).
Er war Schatzmeister der Ruch Poparcia Palikota, der Vorgängerorganisation der Ruch Palikota. Bei den Parlamentswahlen 2011 trat er im Wahlkreis 8 Zielona Góra für die Ruch Palikota an. Mit 15.335 Stimmen konnte Maciej Mroczek ein Mandat für den Sejm erringen.
Maciej Mroczek hat zwei Kinder.